# Beilschmiedia gilbertii
Beilschmiedia gilbertii är en lagerväxtart som beskrevs av Robyns & Wilczek. Beilschmiedia gilbertii ingår i släktet Beilschmiedia och familjen lagerväxter. Utöver nominatformen finns också underarten B. g. glabra.